# Ekson

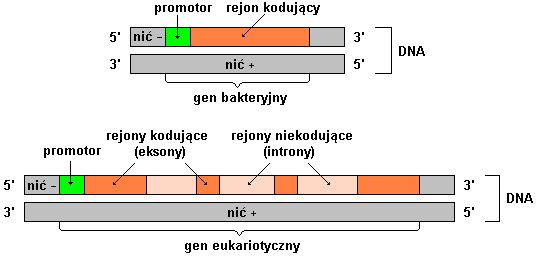
Uproszczone porównanie genu komórki eukariotycznej i prokariotycznej

Ekson, egzon (z ang. exon – expressed region, „region ulegający ekspresji”) – region DNA lub pierwotnego transkryptu RNA, który pozostaje w dojrzałym, funkcjonalnym RNA po wycięciu intronów podczas splicingu. Sekwencje eksonowe poprzedzielane intronami występują w komórkach eukariotycznych i archaeonach. Część genomu odpowiadająca kompletnemu zestawowi eksonów organizmu lub komórki to eksom.

## Eksony kodujące i niekodujące
Często termin „eksony” jest ograniczany do poprzedzielanych intronami odcinków genów kodujących sekwencje aminokwasów w cząsteczkach białek. Jednak eksony znajdują się także w regionach RNA niepodlegających translacji („UTR”, z ang. untranslated region) i w niekodującym RNA. Ponadto, ze względu na możliwość startu translacji w różnych miejscach mRNA, ten sam ekson może być kodujący w jednym transkrypcie, a niekodujący w innym.

## Eksony kodujące białka
Pierwotny transkrypt (pre-mRNA) zawiera na przemian ułożone odcinki intronowe i eksonowe, przy czym introny są wycinane w trakcie transkrypcji w procesie splicingu. Po zsyntetyzowaniu czapeczki, poliadenylacji i eksporcie cząsteczki RNA z jądra do cytoplazmy transkrypt staje się funkcjonalną cząsteczką informacyjnego RNA (mRNA), który w tej postaci może zostać użyty w procesie translacji.